# Apatura xanthine
Apatura xanthine är en fjärilsart som beskrevs av Charles Oberthür 1909. Apatura xanthine ingår i släktet Apatura och familjen praktfjärilar. Inga underarter finns listade i Catalogue of Life.